# ويلسون جونيور (لاعب كرة قدم)
ويلسون جونيور هو لاعب كرة قدم برازيلي في مركز الهجوم، ولد في 25 أبريل 1991. لعب مع جمعية بورتوغيزا الرياضية ونادي باهيا ونادي كوريتيبا.